# Lokomotiva Vc StEG
Parní tendrové lokomotivy řady Vc vyráběla lokomotivka Společnosti státní dráhy (StEG) v letech 1885 až 1913 pro místní dráhy a posun v počtu nejméně 34 kusů. Po postátnění tratí Společnosti byly stroje, které připadly Maďarským královským drahám, označeny řadou XIV, později 476 MÁV. Stroje převzaté c.k. Rakouskými státními drahami dostaly řadu 478. Po roce 1918 připadly 23+2 stroje ČSD, které jim přidělily řadové označení 400.1 a  400.2. Stroje u soukromých drah v Československu byly později přeznačeny na řadu 400.9. Z provozu byly lokomotivy vyřazeny do roku 1964.

## Vznik a výroba
Pro provoz na místních dráhách svých i provozovaných na účet vlastníka a pro posun si StEG od roku 1885 opatřovala malé čtyřspřežní tendrové lokomotivy. Postupně je v následujících desetiletích dodávala vlastní vídeňská továrna společnosti. Výroba i po zestátnění Společnosti pokračovala dále pro státní i soukromé dráhy a vlečky, do roku 1913 tak vzniklo nejméně 34 strojů.

## Technické provedení
Lokomotivy už svou siluetou, zejména tvarem budky, prozrazovaly vliv francouzského ředitele severní větve Společnosti Polonceaua na jejich konstrukci. Uspořádáním to byly to tendrovky, se dvěma vodními vanami po stranách kotle. Uhlák byl vlevo před budkou, za zkrácenou levou vanou.

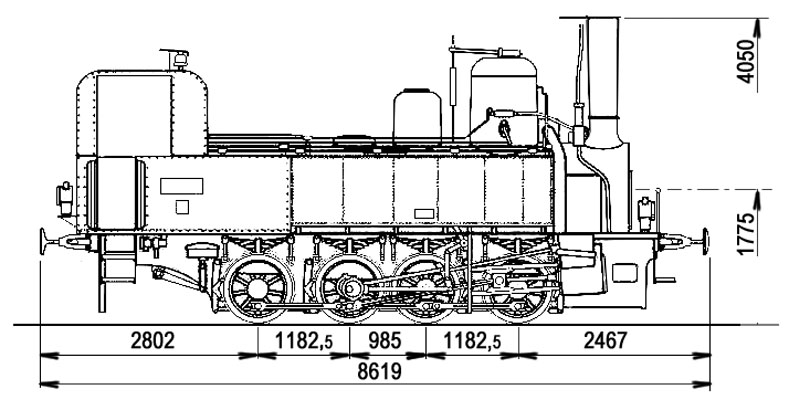
typový náčrt lokomotivy řady 400.1 (StEG Vc, kkStB 478)

Rám čtyřspřežní lokomotivy byl vnitřní, nápravy byly ve svislém směru odpruženy listovými pružnicemi. První a poslední dvojkolí byla kvůli dobré průchodnosti oblouky příčně posuvná o ± 10 mm, pevný rozvor tak byl jen 985 mm. Válce dvojčitého parního stroje na mokrou páru byly umístěny vně rámu a kvůli vměstnání do průjezdného průřezu poněkud atypicky šikmo, pod úhlem ca. 3°. Také Stephensonův rozvod ovládající plochá šoupátka byl vně rámu. Venkem po kotli byly vedeny přívodní trubky páry od regulátoru k válcům. Kotel s pracovním tlakem 10 atmosfér měl jeden vysoký parní dóm, osazený dvěma pojišťovacími ventily Pop-Coale. Komín byl rovný plechový, Prüssmannovy soustavy. Brzda byla původně jen ruční, později byla montována jednoduchá sací pro stroj a vlak. Jen některé lokomotivy dostaly u ČSD po roce 1945 ještě brzdu tlakovou.

## Provoz
StEG s lokomotivami Vc provozovala smíšenou dopravu na lokálních tratích a používala je i k posunu a obsluze vleček. Stroje měly díky svému uspořádání hmotnost na nápravu jen okolo 9 tun (stroje s prodlouženými vanami necelých 10 tun), projížděly oblouky o poloměru jen 50 metrů a k tomu disponovaly výkonem asi 340 koní, který na rovině stačil k dopravě vlaků o hmotnosti 700 t plnou rychlostí; svými vlastnostmi tak pro tuto službu dobře vyhovovaly.
Po roce 1899 byly lokomotivy přeznačeny na řadu 400. Se zestátněním uherské části tratí StEG (ÁVT) přešlo roku 1891 pět strojů k MÁV, které je označily řadou XIV, a později řadou 476. Na zbylou síť Společnosti v předlitavské části monarchie spolu se 19 lokomotivami Vc došlo roku 1909. KkStB převzaly s provozováním místní dráhy Brandýs n. L. – Neratovice i dva stroje stejného typu pojmenované „BRANDEIS“ a „KOSTELETZ“. Další dva stroje si rakouské státní dráhy objednaly dodatečně. Všem přidělily řadu 478.
V roce 1918 rakouské lokomotivy připadly Československým státním drahám. Ty je označily řadou 400.1 a využívaly posunu a k dopravě vlaků na místních drahách, jako Plešivec – Muráň, Plešivec – Slavošovce, Studenec – Velké Meziříčí, Smržovka – Josefův Důl, Přelouč – Vápenný Podol / Prachovice, Pečky – Bečváry nebo Mochov – Čelákovice – Neratovice. 
Na Slovensku přešly spolu s tratí Trenčianská Teplá – Nemšová k ČSD lokomotivy 476.002 a 03 MÁV. Zrušeny byly do roku 1925, i když jedna z nich byla ještě administrativně přeznačena jako 400.201 (jiná konstrukční skupina byla použita zřejmě kvůli rozdílům ve výstroji). 
Lokomotivy z liberecké výtopny (č. 05 a 19) zůstaly po roce 1938 v zabraném pohraničí a až do konce okupace je provozovaly DRB jako 98.7801 a 02.
Vzhledem ke spolehlivosti, jednoduchosti a délce jen necelých 10 metrů se po vyřazení z traťového provozu po roce 1945 ještě lokomotivy dobře uplatňovaly na vlečkách a na topírenském posunu. Poslední z nich tak dojezdila v roce 1964.

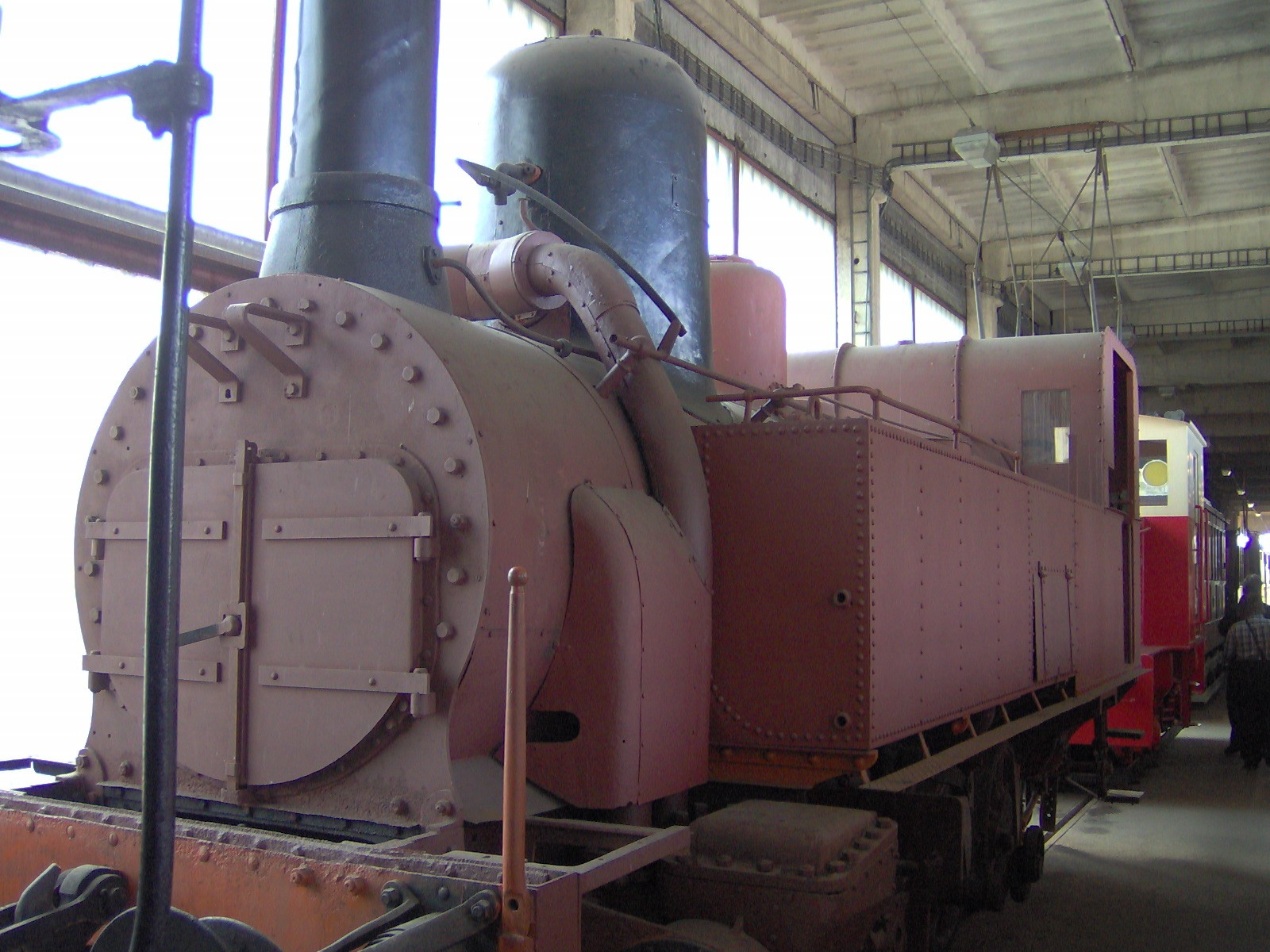
Lokomotiva 400.901 "Žerotín", depozitář MHD, Brno-Líšeň

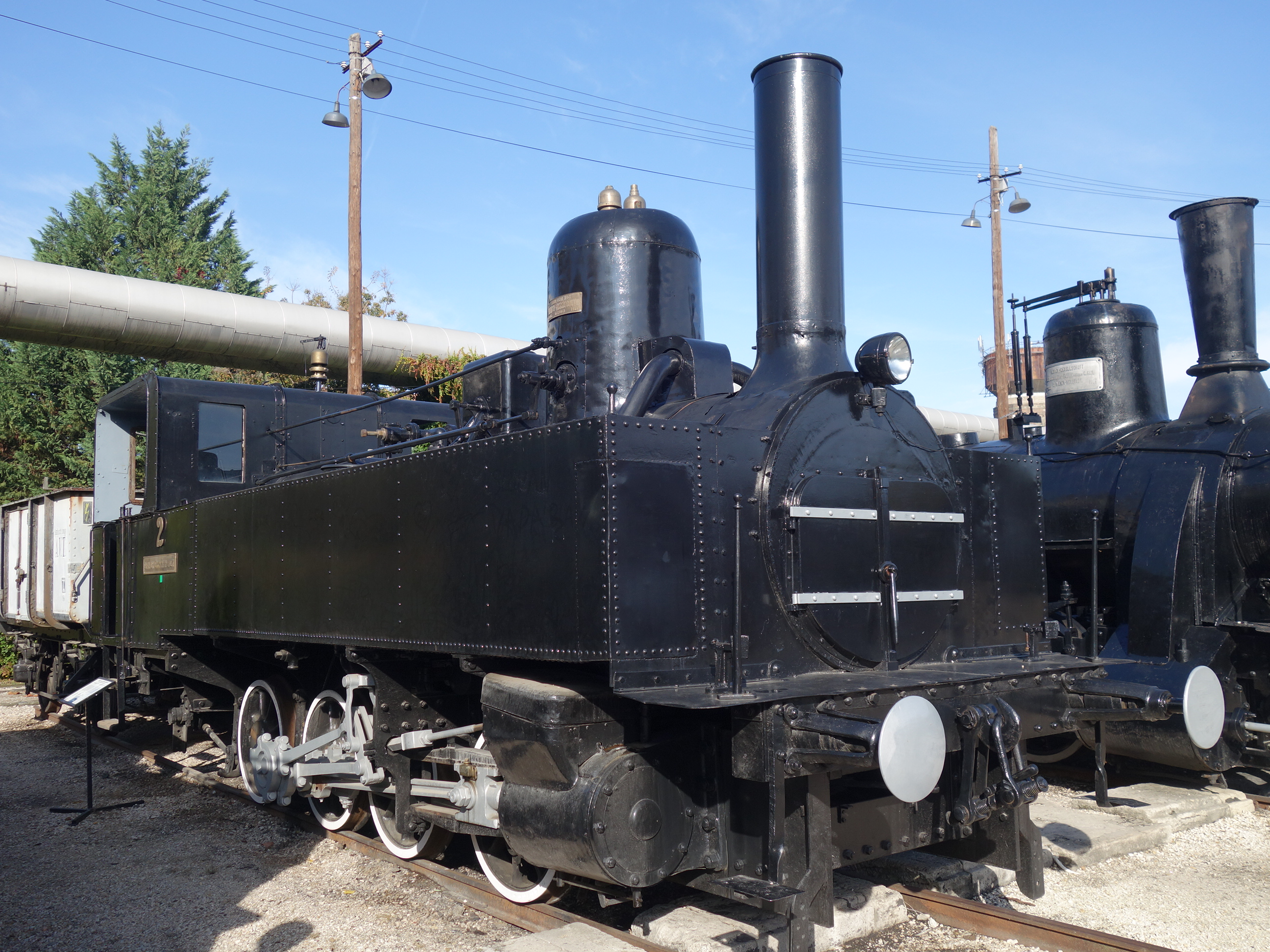
Stroj č. 2 býv. Pohronského akciového cukrovaru v Oróšce jako exponát Maďarského železničního historického parku v Budapešti

## Lokomotivy mimo státní dráhy
Dvě lokomotivy odpovídající řadě Vc StEG si roku 1904 pořídila pro svoji šestikilometrovou trať soukromá místní dráha Černovice–Líšeň. Označila je čísly 40.01–02 a jmény „ŽEROTÍN“ a „ŠEMBERA“. Ve 30. letech 20.století byly přeznačeny na 400.901–02. Po elektrifikaci tratě a jejím připojení k brněnské tramvajové síti v roce 1943 byly lokomotivy využívány už jen pro dopravu vlečkových vlaků. Roku 1947 byla lokomotiva 400.901 prodána železničnímu vojsku v Pardubicích a později předisponována na vojenskou vlečku v ADASTu Polička. V roce 1978 byla již v neprovozním stavu odtud nejprve převezena do České Třebové pro zamýšlený skanzen železničních vozidel, roku 1979 pak předána Technickému muzeu Brno a umístěna v areálu v Líšni. Průběžně je tu rekonstruována.
Dvě stejné lokomotivy byly roku 1907 dodány na právě otevíranou dráhu Frýdlant/O. – Bílá, dostaly jména "OSTRAVICA" a "BÍLÁ". První z nich měla být brzy odprodána na vlečku do Kaznějova, druhá tu zůstala v provozu s označením 400.01, po roce 1939 jako 400.903. Po zestátnění dráhy ji roku 1946 ČSD přeznačily na 400.124 a přesunuly do posunové služby v ostravském uzlu. Zrušena byla roku 1948.
Dvě lokomotivy byly ještě roku 1913 dodány na vlečku akciového cukrovaru Garamvölgyi Czukorgyár v Oroszke v Horních Uhrách (dnešní Pohronský Ruskov na jižním Slovensku), kde i do 70.let 20.století dosloužily. Stroj č.2 byl v roce 1980 vyměněn do depa MÁV v Tapolce a vystaven jako lokomotivní pomník u tamní železniční stanice. Po opravě je od roku 2004 exponátem železničního muzea Magyar Vasúttörténeti Park v Budapešti.

## Přehled lokomotiv

### Vyrobené lokomotivy původního typu Vc lokomotivky Společnosti státní dráhy
| Ks | Výrobní čísla | StEG / místní dráha                                                  | kkStB / MÁV                                                          | ČSD        | Odkaz  |
| -- | ------------- | -------------------------------------------------------------------- | -------------------------------------------------------------------- | ---------- | ------ |
| 9  | 1835-43/85    | StEG, Vc 1361–69, → StEG 400.01–09                                   | kkStB 478.01-09                                                      | 400.101–09 | [ 12 ] |
| 2  | 1886-87/86    | StEG, Vc 1370–71, → StEG 400.10–11                                   | kkStB 478.10-11                                                      | 400.110–11 | [ 12 ] |
| 5  | 1982-86/88    | StEG, Vc 1372–76                                                     | MÁV 476.001-005                                                      | 400.201    | [ 13 ] |
| 2  | 2587-88/97    | StEG, Vc 1377–78, → StEG 400.12–13                                   | kkStB 478.12-13                                                      | 400.112–13 | [ 12 ] |
| 2  | 2790-91/99    | m.d. Brandýs n. L. – Neratovice, "BRANDEIS" a "KOSTELETZ"            | kkStB 478.20-21                                                      | 400.120–21 | [ 12 ] |
| 2  | 3161-62/04    | m.d. Černovice – Líšeň, 40.01–02 "ŽEROTÍN" a "ŠEMBERA", → 400.901-02 | m.d. Černovice – Líšeň, 40.01–02 "ŽEROTÍN" a "ŠEMBERA", → 400.901-02 | –          | [ 5 ]  |
| 2  | 3212-13/05    | StEG, 400.14–15                                                      | kkStB 478.14-15                                                      | 400.114–15 | [ 12 ] |
| 2  | 3427-28/07    | m.d. Frýdlant/O.-Bílá, 400.01, → 400.903                             | m.d. Frýdlant/O.-Bílá, 400.01, → 400.903                             | 400.124    | [ 5 ]  |
| 4  | 3423-26/07    | StEG, 400.16–19                                                      | kkStB 478.16-19                                                      | 400.116–19 | [ 12 ] |
| 2  | 3829-30/12    | –                                                                    | kkStB 478.22-23                                                      | 400.12223  | [ 12 ] |
| 2  | 3970-71/13    | Garamvölgyi Czukorgyár R.T. Oroszka, č.1 a 2                         | Garamvölgyi Czukorgyár R.T. Oroszka, č.1 a 2                         | –          | [ 10 ] |

### Zachované muzejní lokomotivy
| Výrobní čísla | Lokomotiva                               | Muzejní od | Místo                                  | Stav       | Odkaz        |
| ------------- | ---------------------------------------- | ---------- | -------------------------------------- | ---------- | ------------ |
| 3161/1904     | m.d. Černovice – Líšeň, 40.01 "ŽEROTÍN"  | 1978       | TMB Brno-Líšeň                         | neprovozní | [ 7 ] [ 6 ]  |
| 3971/1913     | Garamvölgyi Czukorgyár R.T. Oroszka č. 2 | 80.léta    | Magyar Vasúttörténeti Park v Budapešti | neprovozní | [ 9 ] [ 10 ] |